# John Pope
Pour les articles homonymes, voir Pope et John Pope (homonymie).
John Pope (16 mars 1822 - 23 septembre 1892) est un officier de carrière de l'United States Army, général de l'armée de l'Union durant la guerre de Sécession. Il passe un bref séjour sur le théâtre occidental, mais il est plus connu pour sa défaite lors de la seconde bataille de Bull Run (seconde bataille de Manassas) sur le théâtre oriental.
Diplômé de l'académie militaire de West Point en 1842, il participe à la guerre américano-mexicaine et a plusieurs affectations en tant qu'ingénieur topographe et arpenteur en Floride, au Nouveau-Mexique et dans le Minnesota. Il passe la dizaine d'années précédant la guerre de Sécession à faire les relevés des routes possibles du sud pour le premier chemin de fer transcontinental. Il fait partie des officiers nommés très tôt brigadier général des volontaires et sert initialement sous les ordres du major général John C. Frémont. Il obtient un premier succès contre le brigadier général Sterling Price dans le Missouri. Il conquiert New Madrid par une marche surprise, puis mène une campagne réussie qui aboutit à la capture de l'île numéro 10 sur le fleuve Mississippi et remporte le siège de Corinth.
Cela incite l'administration de Lincoln à le transférer sur le théâtre oriental pour mener l'armée de Virginie, nouvellement créée. Sa mission consiste à rejoindre les restes de l'armée du Potomac de George McClellan, repoussée par les Confédérés jusqu'à la mer, et à réoccuper la capitale confédérée, Richmond.
Il s'aliène initialement beaucoup de ses officiers en dénigrant leurs résultats en comparaison aux siens lors de son commandement dans l'ouest. Il lance une offensive contre l'armée du général confédéré Robert E. Lee, au cours de laquelle il devient la proie d'un mouvement stratégique tournant sur ses arrières par le major général Stonewall Jackson. Lors de la seconde bataille de Bull Run, il concentre son attention en attaquant Jackson pendant que les autres corps confédérés attaquent son flanc et mettent en déroute son armée. À la suite de Manassas, Pope est banni du théâtre oriental et envoyé dans le département du Nord-Ouest dans le Minnesota, où il commande les forces américaines lors de la guerre des Sioux de 1862. Il est nommé au commandement du département du Missouri en 1865 et est un commandant célèbre et activiste pendant la Reconstruction à Atlanta. Pour le reste de sa carrière, il combat lors des guerres indiennes, particulièrement contre les Apaches et les Sioux.

## Biographie

### Avant la guerre
Pope naît à Louisville, au Kentucky, et est le fils de Nathaniel Pope, un juge fédéral célèbre dans le jeune territoire de l'Illinois et un ami de l'avocat Abraham Lincoln. Il est le beau-frère de Manning Force, et un cousin éloigné par alliance de la sœur de Mary Todd Lincoln.
Il est diplômé de l'académie militaire de West Point en 1842, et est breveté second lieutenant dans le corps des ingénieurs topographes. Il sert en Floride et aide à faire les relevés topographiques sur la frontière du nord-est entre les États-Uniset le Canada. Il combat sous les ordres de Zachary Taylor lors de la bataille de Monterrey et la bataille de Buena Vista pendant la guerre américano-mexicaine, au cours desquelles il reçoit respectivement un brevet de premier lieutenant et de capitaine. Après la guerre, Pope travaille à l'arpentage dans le Minnesota. En 1850, il démontre la navigabilité de la rivière Rouge. Il sert en tant que chef des ingénieurs du département du Nouveau Mexique de 1851 à 1853 et passe le reste du temps avant la guerre au relevé de la route pour le chemin de fer du Pacifique

### Guerre de Sécession
Pope est affecté à un service de phare lorsqu'Abraham Lincoln est élu et il est l'un des quatre officiers choisis pour escorter le président élu à Washington D.C.. Il se propose pour servir d'aide de camp à Lincoln, mais le 14 juin 1861, il est nommé brigadier général des volontaires (avec une date de prise de rang au 17 mai 1861 et reçoit l'ordre de partir pour l'Illinois afin de recruter des volontaires[citation nécessaire].
Dans le département de l'Ouest, sous les ordres du major général John C. Frémont, Pope assume le commandement du district du Missouri central et du nord en juillet, avec un contrôle opérationnel le long d'une partie du fleuve Mississippi. Il a des relations tendues avec Frémont et intrigue pour le faire relever de son commandement. Frémont est convaincu que Pope a des intentions malveillantes envers lui, démontrées par son manque d'action lors des plans offensifs de Frémont dans la Missouri. L'historien Allan Nevins écrit : « en réalité, l'incompétence et la timidité offrent une meilleure explication pour Pope que la traîtrise, bien qu'il ait certainement montré un caractère d'insubordination ». Pope contraint finalement les confédérés sous les ordres de Sterling Price à se retirer vers le sud, capturant 1 200 hommes lors d'une action mineure à Blackwater dans le Missouri, le 10 décembre 1861, ce qui lui donne une réputation de vantard tôt au cours de la guerre, et parvient à susciter un intérêt significatif de la presse pour cette victoire mineure, ce qui pousse le major général Henry W. Halleck à le mettre à la place de Frémont.
Halleck nomme Pope au commandement de l'armée du Mississippi (et du district du Mississippi, département du Missouri) le 23 février 1862. À la tête de 25 000 hommes, il reçoit l'ordre de détruire les obstacles confédérés sur le fleuve Mississippi. Il fait une marche surprise sur New Madrid, au Missouri, et la capture le 14 mars 1862. Il orchestre alors une campagne pour capturer l'île numéro 10, un poste fortement fortifié armé par 12 000 hommes et 58 canons. Les ingénieurs de Pope construisent un canal qui lui permet de court-circuiter l'île. Soutenu par les canonnières du capitaine Andrew H. Foote, il débarque ses hommes sur la rive opposée, ce qui isole les défenseurs. La garnison de l'île se rend le 7 avril 1862, libérant la navigation de l'Union sur le Mississippi jusqu'à Memphis.
La performance frappante de Pope sur le Mississippi lui vaut une promotion de major général, datée du 21 mars 1862. Pendant le siège de Corinth, il commande l'aile gauche de l'armée de Halleck, mais est vite transféré dans l'est par Lincoln. Après l'effondrement de la campagne de la Péninsule du major général George B. McClellan, Pope est nommé au commandement du l'armée de Virginie, assemblée à partir de forces éparses de la vallée de la Shenandoah et de Virginie septentrionale. Cette promotion met en colère Frémont, qui démissionne de sa commission.
Pope affiche une attitude de confiance en soi qui est offensante pour les soldats de l'Est qui sont sous ses ordres. Il envoie un message étonnant à sa nouvelle armée le 14 juillet 1862, qui comprend ce qui suit :

« Nous devons nous entendre entre nous. J'ai dû venir vers vous de l'ouest, où nous avons toujours vu les dos de nos ennemis ; d'une armée dont le travail a été de chercher l'adversaire et de le défaire lorsqu'il était trouvé ; dont la règle a été l'attaque et non la défense. À une seule occasion, l'ennemi a été capable de mettre nos armées orientales dans une position défensive. Je présume que j'ai été appelé ici pour poursuivre le même système et de vous mener contre l'ennemi. J'ai l'intention de le faire, et cela rapidement. Je suis sûr que vous attendez une opportunité de gagner la distinction de le faire. Cette opportunité, je m'efforce de vous la donner. En même temps, je désire retirer de vos esprit certaines phrases, que je regrette trouver en si grande vogue parmi vous. J'entends constamment de « prendre de solides positions et de les tenir », de « lignes de retraite », et de « base de ravitaillement ». Rejetons de telles idées. La plus solide position d'un soldat devrait être d'occuper celle à partir de laquelle il puisse le plus aisément avancer contre l'ennemi. Étudions les lignes de retraites probables de nos adversaires, et laissons de côté les nôtres s'occuper d'elles-mêmes. Regardons devant nous, et non derrière. Le succès et la gloire sont dans l'avance, le désastre et la honte planent à l'arrière. Agissons sur cette compréhension, et il est facile de prédire que vos bannières seront inscrites avec beaucoup d'actes glorieux et que vos noms seront chers pour vos concitoyens pour toujours »

— John Pope, message à l'armée de Virginie.

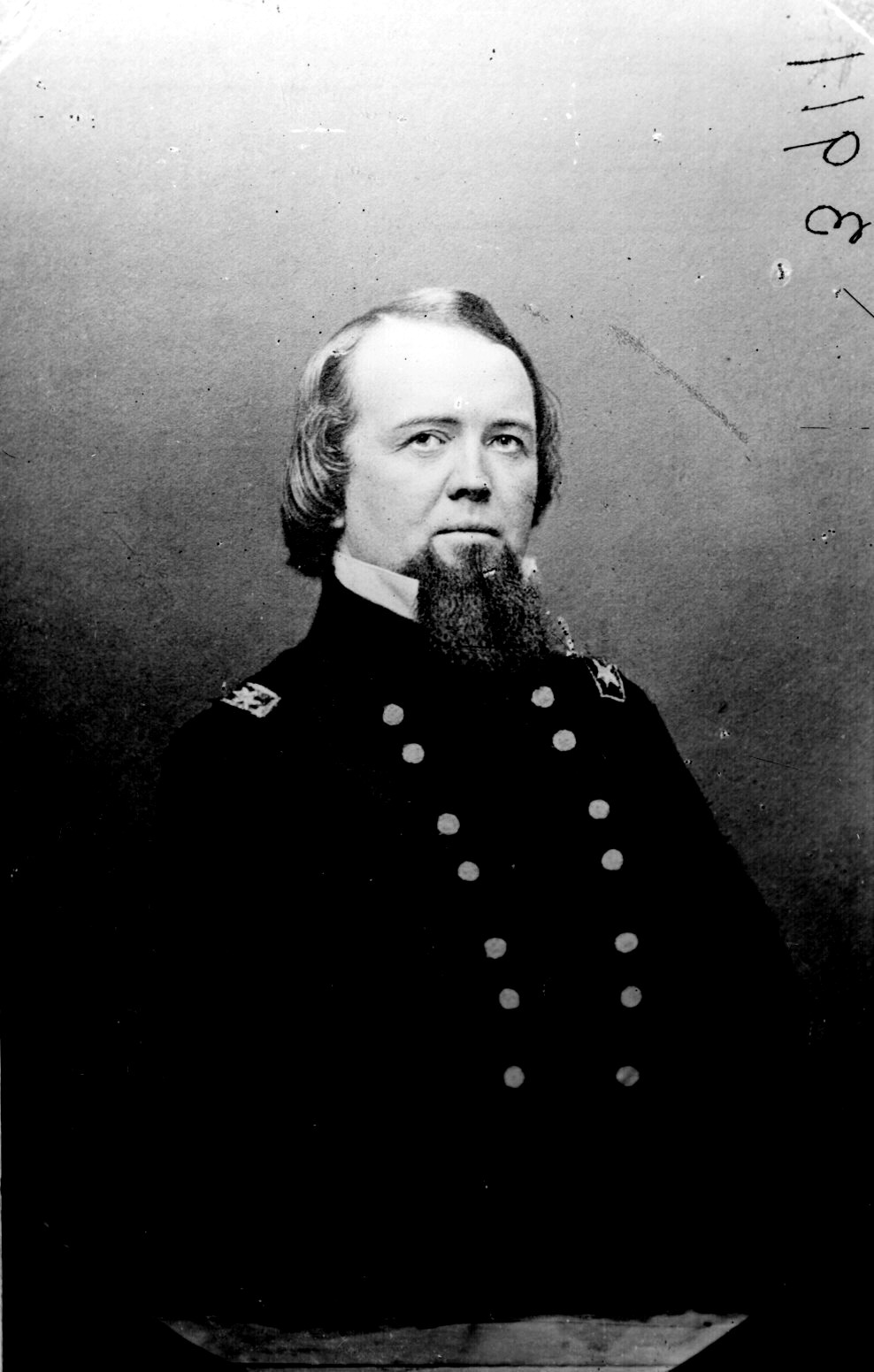
Le major général John Pope.

Malgré cette bravade et la réception d'unités de l'armée du Potomac de McClellan qui porte l'armée de Virginie à 70 000 hommes, l'agressivité de Pope excède ses compétences stratégiques, particulièrement depuis qu'il fait face au général confédéré Robert E. Lee. Ce dernier, ressentant que Pope est indécis, divise son armée plus petite (55 000 hommes) en envoyant le major général Thomas Jonathan Jackson avec 24 000 hommes faire une diversion à Cedar Mountain, où Jackson défait le subordonné de Pope, Nathaniel Banks. Alors que Lee progresse sur le reste de l'armée de Pope, Jackson la contourne par le nord et capture la principale base de ravitaillement de Pope à Manassas Station. Désorienté et incapable de localiser la principale force confédérée, Pope se lance dans un piège à la seconde bataille de Bull Run. Ses hommes résistent à une attaque conjointe de Jackson et de Lee le 29 août 1862, mais le lendemain, le major général James Longstreet lance une attaque de flanc surprise et l'armée de l'Union est défaite avec fracas et obligée de retraiter. Pope aggrave son impopularité avec l'armée en faisant porter la responsabilité de sa défaite sur la désobéissance du major général Fitz John Porter, qui est traduit en cour martiale (en) et est jugé coupable et disgracié.
Le brigadier général Alpheus S. Williams, qui sert brièvement sous les ordres de Pope, n'a aucune estime pour lui. Dans une lettre à sa fille il écrit :

« Tout ceci est l'enchaînement des manifestes tonitruants du général Pope. Ses ordres pompeux ... ont grandement déplu à son armée dès le début. Quand un général se vante qu'il ne verra que les dos de ses ennemis, qu'il ne prend pas soin de ses lignes de retraite ou de ses bases de ravitaillement ; quand, en bref, d'un hôtel douillet à Washington il donne des ordres après le dîner pour satisfaire le public et son amour-propre, chacun peut prédire avec confiance les résultats qui ont suivi la gestion incompétente de sa dernière campagne ... Je n'ose croire dans la manière dont je parle de ce commandant comme je le ressens et le crois. Il suffit de dire (pour mes seuls yeux) que plus d'insolence, de morgue, d'ignorance, et de prétentions n'ont jamais été vu chez un seul homme. On peut dire en vérité de lui qu'il n'a pas d'ami au sein de son commandement du plus petit tambour jusqu'au plus haut officier général. Tous le haïssent. »

Pope est relevé de son commandement le 12 septembre 1862, et son armée est fusionnée dans l'armée du Potomac sous les ordres de McClellan. Il passe le reste de la guerre dans le département du Nord-Ouest dans le Minnesota, gérant la guerre des Sioux de 1862. Ses mois de campagnes dans l'ouest sont récompensés parce qu'il est affecté au commandement de la division militaire du Missouri le 30 janvier 1865, et est breveté major général de l'armée régulière le 13 mars 1865 pour son service à l'île no 10,. Le 27 juin 1865, le département à la Guerre proclame l'ordre no 118 divisant tous les États-Unis, dont les États faisant anciennement partie de la Confédération, en cinq divisions et 19 départements géographiques subordonnés. Le major général William Tecumseh Sherman est affecté au commandement de la division du Missouri. Pope devient alors commandant de son département du Missouri, remplaçant le major général Grenville M. Dodge[citation nécessaire].
Peu après la reddition de Lee à Appomattox Court House, Pope écrit une lettre à Edmund Kirby Smith offrant aux confédérés de Louisiane les mêmes termes de reddition que ceux donnés par Grant à Lee. Il dit à Kirby Smith que toute autre résistante est inutile et conseille vivement au général d'éviter un bain de sang superflu, la désolation et la misère en acceptant les termes de la reddition. Kirby Smith, néanmoins, rejette les ouvertures de Pope et déclare que son armée reste « forte et bien équipée et que malgré la « disparité des nombres », ses hommes peuvent peser plus lourd que les différences « par la valeur et la compétence » ». Cinq semaines plus tard, le général confédéré Simon Bolivar Buckner signe la reddition à la Nouvelle-Orléans.

### Après la guerre
En avril 1867, Pope est nommé gouverneur du troisième district militaire de la Reconstruction et installe son quartier-général à Atlanta, donnant des ordres qui permettent aux Afro-Américains d'être membres d'un jury, ordonnant au maire James E. Williams de rester à son poste une autre année, repoussant les élections, et interdisant la publicité de la ville dans les journaux qui ne sont pas favorables à la Reconstruction. Le président Andrew Johnson le relève de son commandement le 28 décembre 1867, le remplaçant pas George G. Meade. À la suite de celan Pope est nommé à la tête du département des Lacs (basé à Détroit au Michigan du 13 janvier 1868 au 30 avril 1870.
Pope retourne dans l'ouest en tant que commandant du département du Missouri (le deuxième plus grand commandement géographique de la nation) pendant la présidence de Grant et occupe ce commandement jusqu'à la fin 1883. Il sert avec distinction lors des guerres apaches, dont la guerre de la rivière Rouge relocalisant les tribus des plaines du sud dans une réserve en Oklahoma. Le général Pope se fait des ennemis politiques à Washington lorsqu'il recommande que le système des réserves serait mieux administré par les militaires que par le bureau des affaires indiennes corrompu. Il crée la controverse en appelant pour un traitement meilleur et plus humain des Amérindiens, mais l'auteur Walter Kennedy note qu'il dit aussi « mon objectif est d'exterminer complètement les Sioux » et prévoit de faire une « implantation définitive avec tous ces Indiens ».
La réputation de Pope subit un coup sérieux en 1879 lorsque le bureau d'enquête convoqué tardivement par le président Rutherford B. Hayes et dirigé par le major général Jon Schofield (prédécesseur de Pope au département du Missouri et alors à la tête du département du Pacifique) conclut que le major général Fitz John Porter a été convaincu injustement de lâcheté et de désobéissance lors de la seconde bataille de Bull Run. Le rapport de Schofield utilise des preuves d'anciens commandants confédérés et conclut que Pope porte lui-même la majeure partie de la responsabilité de la défaite de l'Union. Le rapport caractérise Pope comme irréfléchi et dangereusement non-informé des événements pendant la bataille, critique aussi le général Irvin McDowell (que Pope déteste), et crédite la désobéissance perçue de Porter comme ayant sauvé l'armée de l'Union d'une ruine complète. Rapidement, Schofield est lui-même critiqué pour ses actions en tant que surintendant de l'académie militaire de West Point à la suite d'un bizutage d'un cadet afro-américain.
Pope est promu major général de l'armée régulière en 1882, et est affecté au commandement de la division militaire du Pacifique en 1883 où il sert jusqu'à la retraite.